# サンキュー先生
『サンキュー先生』（サンキューせんせい）は、1980年（昭和55年）9月8日から1981年（昭和56年）3月23日までテレビ朝日系で全26話放映されたテレビドラマである。

## 概要
- テレビ朝日が企画し、国際放映が制作した。
- 小学校に産休補助教員としてやってきた主人公・石松鈍器と6年生の学級児童たちとの交流と活躍を描いた作品である[1]。

## 特色
当時、中学校第3学年を舞台としたTBSのテレビドラマ『3年B組金八先生』を受けて、『サンキュー先生』は、小学校版の金八先生ともいわれた。物語は「生徒の成長と共に石松鈍器が成長する姿」「事なかれ主義の教員グループと、教育の理想を追求する教員グループの対立」として展開する。その一方で「生徒とその親子関係の心の闇」の問題にも踏み込んでいて、子どもを純粋無垢な存在と単純に捉えないテーマ性が与えられている。
- 同時期に国際放映が制作していた『あばれはっちゃく』との共通点も多い。俳優では、東野英心・浅川薫・西山勝仁・水島聡・吉田友紀が双方に出演しており、監督の山際永三、脚本の山根優一朗、テレビ朝日のプロデューサー落合兼武も「あばれはっちゃく」の主力スタッフであった。

## 出演

### 学校関係者とその親族
石松鈍器 - 演 / 西田敏行
このドラマの主人公で、年齢は32歳。城南大学で国文学を担当する助教授であったが、教授に自分の論文を盗用されたことに憤慨して教授に暴力を振るい、大学を辞職させられた。故郷小田原のみかん農家に戻り、産休補助教員として各地の小学校を渡り歩いていた。津城第一小学校では、6年2組の学級担任。両親を早くに亡くした。競歩を趣味としており、競歩で学校へ通い、児童への指導にも取り入れている。基本的に冬でもランニングシャツ、短パン、ヘアバンド着用というスタイルを通している。
石松正子 - 演 / 熊谷真実
鈍器の妹。みかん山を切り盛りしながら、母親代わりで鈍器の世話を焼いていた。
石松朝日 - 演 / 大塚国夫
鈍器の叔父。30代半ばを過ぎて身を固めようとしない石松鈍器に小言を鳴らしていた。
山崎洋太郎（校長） - 演 / 藤岡琢也
津城第一小学校の校長。鈍器の理想が理解できなくもないが、思い通りに出世が進み、いつも保身に負けていた。
元山伸介（教頭） - 演 / 成田三樹夫
津城第一小学校の教頭。決まり通りの学校運営にしか興味を見せず、児童に対しても思いやりが見られなかった。破天荒な鈍器を不安視し、理由をつけて追い出そうとしていた。洋画が趣味。佑子という高校3年生の一人娘（演 / 西山水木）がいる。
村野文子（教務主任） - 演 / 初井言榮
6年1組の学級担任と教務主任を兼務。鈍器の理想に賛同する一方、事故がないよう常にブレーキをかけている。里美という大学4年生の一人娘（演 / 千野弘美）がいる。
花森晴枝 - 演 / 白都真理
6年4組の学級担任。児童心理学を得意とし、問題児に盛んに診断を付けていた。鈍器の教育者としての能力を評価し、鈍器の理想に賛同する。
増井平太郎 - 演 / 有川博
6年3組の学級担任。自分の教え子から出来るだけ多くの私立中学校合格者を出すことに教師生命をかける。学習指導だけではなく、サッカー指導も出来るオルタナイティブな人物。
中原綾子 - 演 / 中田彩子
6年5組の学級担任。元山同様決まり通りの学校運営にしか興味を見せない。
市川松子 - 演 / 日向亜紀
本来の6年2組の学級担任。産休のため、元々荒れていた6年2組を鈍器に託す。一度復帰したものの、子供が未熟児であったため、再度鈍器に6年2組の担任を依頼する。鈍器の能力を高く評価した人物の一人。
立花洋子 - 演 / 今井和子
養護教諭。
里木明美 - 演 / 山村葉子
音楽担当教諭。
野村次郎 - 演 / 柴俊夫
津城市教育委員会学校教育課の職員。鈍器の竹馬の友で、警察署長だった父親を鈍器と同様に早くに亡くしている。正子といい関係にあった。
須川大作 - 演 / 森塚敏
津城市教育委員会教育長。山崎校長の上司。教頭が何と言おうとも、PTA会長が何と言おうとも、鈍器が免職されなかったのは、教育長が鈍器の理想に賛同していたからだった。
灘正弘（PTA会長） - 演 / 織本順吉
石松鈍器を学校から追放させるべく画策する。
都築晴枝 - 演 / 市毛良枝
保育園の保育士。最終回で鈍器と結婚することになる。

### 児童とその親族
小池信夫 - 演 / 伊藤康臣
6年2組のいじめグループの黒幕。街の有力者の息子で、学校も手出しができなかった。
中島真一 - 演 / 浅野光伸
「6年生にもなって母親（稲野和子）と精神的なへその緒で繋がっている」虚弱児。鉄道が好きだが、すぐに乗り物酔いを起こす。
大河内あゆみ - 演 / 浅川薫
思春期に達したばかりでありながら、離婚問題を抱えた両親と、幼い弟・妹の間で揺れている。
山口 - 演 / 大谷輝彦
写生をすると、なぜか空を赤く塗り潰してしまう。
茂木 - 演 / 西山勝仁
漁師の息子で、父親の春吉（東野英心）といさかいが絶えなかった。
近藤千加男 - 演 / 水島聡
児童の中で、石松を最も慕っている。
磯谷 - 演 / 前田晃一
磯谷建設の跡取り息子。無理な中学受験を強制されるが、本人は白バイの警官になりたがっている。
室岡 - 演 / 横山武志
石松鈍器の学級の強力な受験生。塾があるため、劇の練習もままならない。母親（生田悦子）の体の一部のような存在である。
深森純一 - 演 / 吉田友紀
6年2組の生徒・深森文子（石井富子）の兄。中学校のサッカー部のエースだが、ほかのメンバーを邪魔者扱いするために、コーチからレギュラーを外される。卒業生の不良グループと交際がある。ちなみに、この作品に出演している子役には、吉田友紀に憧れて劇団入りした者も多い。(第23話出演)
ケンジ - 演 / 岩瀬威司
保育園児。都築晴枝の教え子。

## 小説
1話から4話の池田脚本分を収録している。発行は桃園書房。ただし、すでに絶版になっている。

## 漫画
学習研究社発行の『月刊少年チャレンジ』でコミカライズされた。すでに廃刊になっており、国立国会図書館にも所蔵されていないため、現在は「幻の作品」となっている。

## 各話サブタイトル
| 各話   | 放送日         | サブタイトル                   | 脚本               | 監督     | 備考               |
| ------ | -------------- | ------------------------------ | ------------------ | -------- | ------------------ |
| 第1話  | 1980年9月8日   | いじめっ子 いじめられっ子      | 池田一朗           | 山際永三 | 夏目雅子が特別出演 |
| 第2話  | 1980年9月15日  | いじめっ子 いじめられっ子 - II | 池田一朗           | 山際永三 |                    |
| 第3話  | 1980年9月22日  | 小さなヒーローたち             | 池田一朗           | 小山幹夫 |                    |
| 第4話  | 1980年9月29日  | もう一つのおちこぼれ           | 池田一朗           | 小山幹夫 |                    |
| 第5話  | 1980年10月13日 | もやしっ子の挑戦               | 山根優一郎         | 山際永三 |                    |
| 第6話  | 1980年10月27日 | 転校生ＳＯＳ                   | 寺田隆生           | 山際永三 |                    |
| 第7話  | 1980年11月3日  | 愚かで鈍なオレ！               | 押川國秋           | 小山幹夫 |                    |
| 第8話  | 1980年11月10日 | 愛してます！石松先生           | 杉江慧子           | 小山幹夫 |                    |
| 第9話  | 1980年11月17日 | オレとおやじの海               | 山根優一郎         | 山際永三 |                    |
| 第10話 | 1980年11月24日 | ひらけゴマ！                   | 杉江慧子           | 山際永三 |                    |
| 第11話 | 1980年12月1日  | 神様が決めたこと               | 岡部俊夫           | 小山幹夫 |                    |
| 第12話 | 1980年12月8日  | 石松の危険な賭け               | 寺田隆生           | 小山幹夫 |                    |
| 第13話 | 1980年12月15日 | 石松最後の授業                 | 山根優一郎         | 山際永三 |                    |
| 第14話 | 1980年12月22日 | 俺は泣かんぞ！                 | 押川國秋           | 山際永三 |                    |
| 第15話 | 1980年12月29日 | 父と娘のリング                 | 杉江慧子、寺田隆生 | 大槻義一 |                    |
| 第16話 | 1981年1月12日  | 愛さえあれば！                 | 山根優一郎         | 大槻義一 |                    |
| 第17話 | 1981年1月19日  | 女心はミステリー               | 荻原美知子         | 山際永三 |                    |
| 第18話 | 1981年1月26日  | 愛の神かくし                   | 押川國秋           | 山際永三 |                    |
| 第19話 | 1981年2月2日   | 合格はこの手で！               | 押川國秋           | 小山幹夫 |                    |
| 第20話 | 1981年2月9日   | 初体験旅行                     | 山根優一郎         | 小山幹夫 |                    |
| 第21話 | 1981年2月16日  | 花嫁は決まりだ！               | 荻原美知子         | 大槻義一 |                    |
| 第22話 | 1981年2月23日  | よみがえれ愛の詩               | 山根優一郎         | 大槻義一 |                    |
| 第23話 | 1981年3月2日   | 光と影の道を走れ               | 寺田隆生           | 山際永三 |                    |
| 第24回 | 1981年3月9日   | 妹の嫁ぎゆく日に               | 押川國秋           | 山際永三 |                    |
| 第25回 | 1981年3月16日  | 愛のカプセル'81                | 寺田隆生           | 小山幹夫 |                    |
| 最終回 | 1981年3月23日  | ありったけ愛を！               | 押川國秋           | 小山幹夫 |                    |

## 主題歌
- OP「風見鶏こっち向いた」
- ED「青春二人づれ」
  - 両楽曲共に、西田敏行による歌唱（作詞:みなみらんぼう／作曲・編曲:山本寛之）
  - EDでは、石松鈍器と生徒たちが競歩でグランドを周回している映像が流れる。